# Thérouldeville
Thérouldeville est une commune française, située dans le département de la Seine-Maritime en Normandie.

## Géographie

### Description

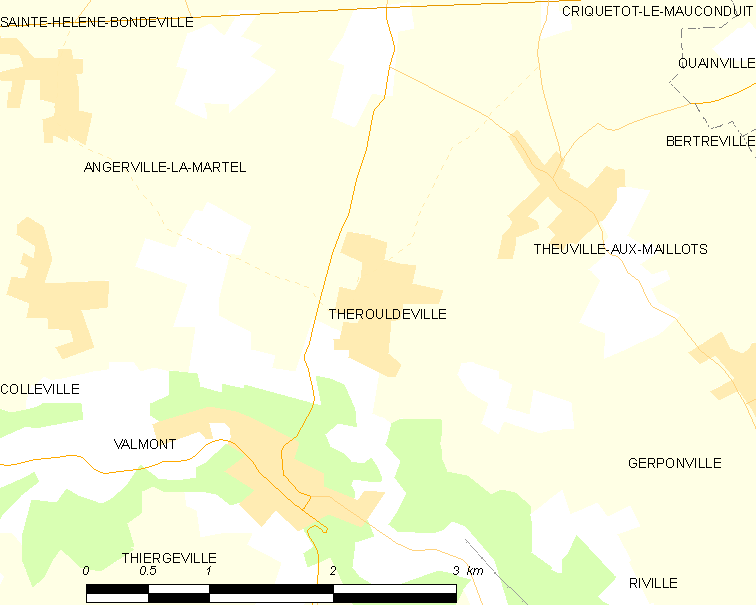
Carte de la commune.
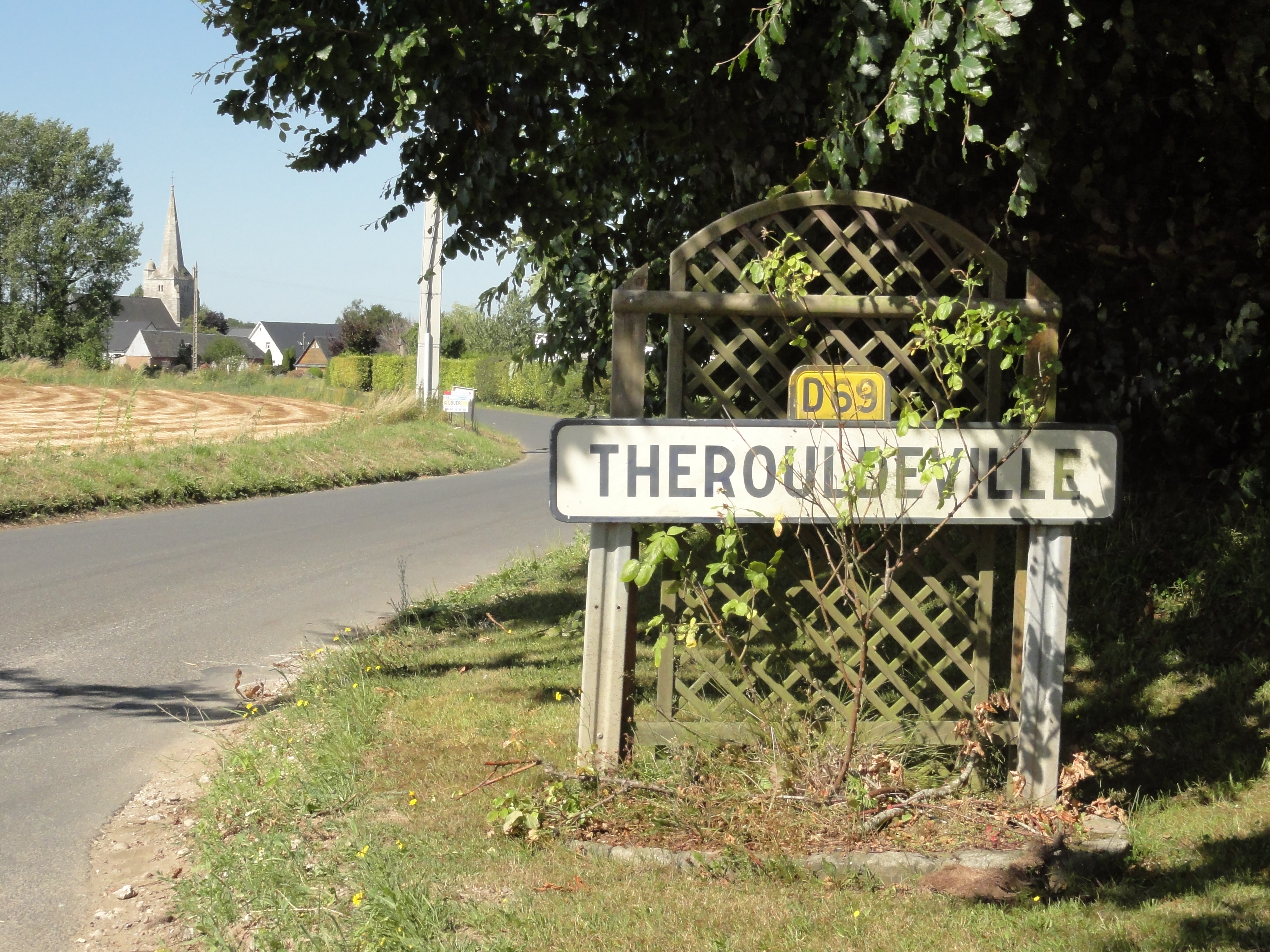
Entrée de Thérouldeville.

### Communes limitrophes
|                      |                | Theuville-aux-maillots |
| Angerville-la-Martel | Thérouldeville |                        |
|                      | Valmont        |                        |

### Hydrographie
La commune est située dans le bassin Seine-Normandie. Elle n'est drainée par aucun cours d'eau,.

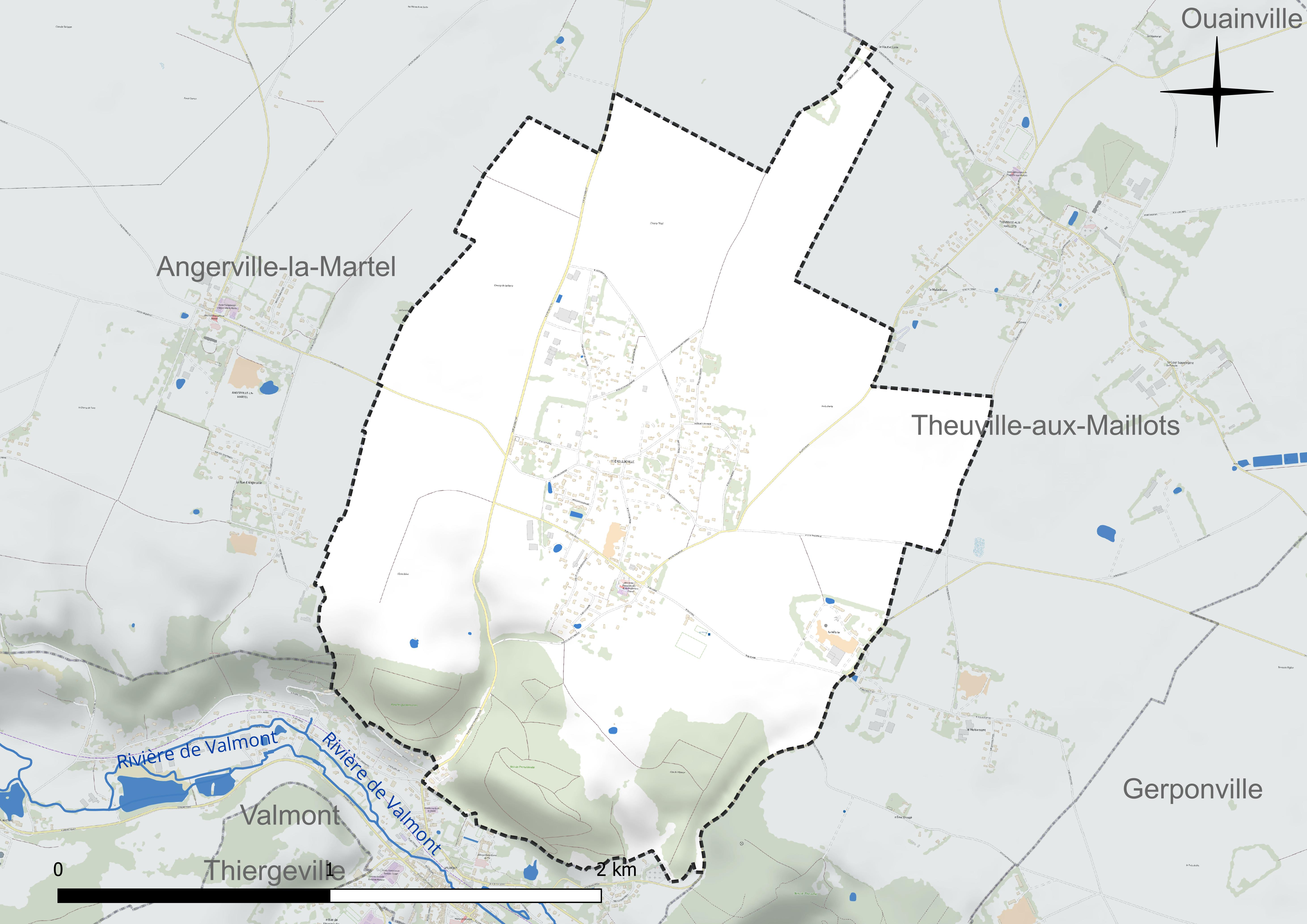
Réseau hydrographique de Thérouldeville.

### Climat
Pour des articles plus généraux, voir Climat de la Normandie et Climat de la Seine-Maritime.
En 2010, le climat de la commune est de type climat océanique franc, selon une étude du CNRS s'appuyant sur une série de données couvrant la période 1971-2000. En 2020, Météo-France publie une typologie des climats de la France métropolitaine dans laquelle la commune est exposée à un climat océanique et est dans la région climatique  Côtes de la Manche orientale, caractérisée par un faible ensoleillement (1 550 h/an) ; forte humidité de l’air (plus de 20 h/jour avec humidité relative > 80 % en hiver), vents forts fréquents. Parallèlement le GIEC normand, un groupe régional d’experts sur le climat, différencie quant à lui, dans une étude de 2020, trois grands types de climats pour la région Normandie, nuancés à une échelle plus fine par les facteurs géographiques locaux. La commune est, selon ce zonage, exposée à un « climat maritime », correspondant au Pays de Caux, frais, humide et pluvieux, légèrement plus frais que dans le Cotentin.
Pour la période 1971-2000, la température annuelle moyenne est de 10,3 °C, avec une amplitude thermique annuelle de 13,4 °C. Le cumul annuel moyen de précipitations est de 891 mm, avec 13,2 jours de précipitations en janvier et 8,7 jours en juillet. Pour la période 1991-2020, la température moyenne annuelle observée sur la station météorologique la plus proche, située sur la commune d'Ectot-lès-Baons à 24 km à vol d'oiseau, est de 10,8 °C et le cumul annuel moyen de précipitations est de 905,5 mm,. Pour l'avenir, les paramètres climatiques de la commune estimés pour 2050 selon différents scénarios d’émission de gaz à effet de serre sont consultables sur un site dédié publié par Météo-France en novembre 2022.

## Urbanisme

### Typologie
Au 1er janvier 2024, Thérouldeville est catégorisée bourg rural, selon la nouvelle grille communale de densité à sept niveaux définie par l'Insee en 2022.
Elle est située hors unité urbaine. Par ailleurs la commune fait partie de l'aire d'attraction de Fécamp, dont elle est une commune de la couronne,. Cette aire, qui regroupe 26 communes, est catégorisée dans les aires de moins de 50 000 habitants,.

### Occupation des sols
L'occupation des sols de la commune, telle qu'elle ressort de la base de données européenne d’occupation biophysique des sols Corine Land Cover (CLC), est marquée par l'importance des territoires agricoles (70,3 % en 2018), en diminution par rapport à 1990 (75,2 %). La répartition détaillée en 2018 est la suivante :
terres arables (58,3 %), zones urbanisées (17 %), forêts (12,7 %), prairies (10,6 %), zones agricoles hétérogènes (1,4 %). L'évolution de l’occupation des sols de la commune et de ses infrastructures peut être observée sur les différentes représentations cartographiques du territoire : la carte de Cassini (XVIIIe siècle), la carte d'état-major (1820-1866) et les cartes ou photos aériennes de l'IGN pour la période actuelle (1950 à aujourd'hui).

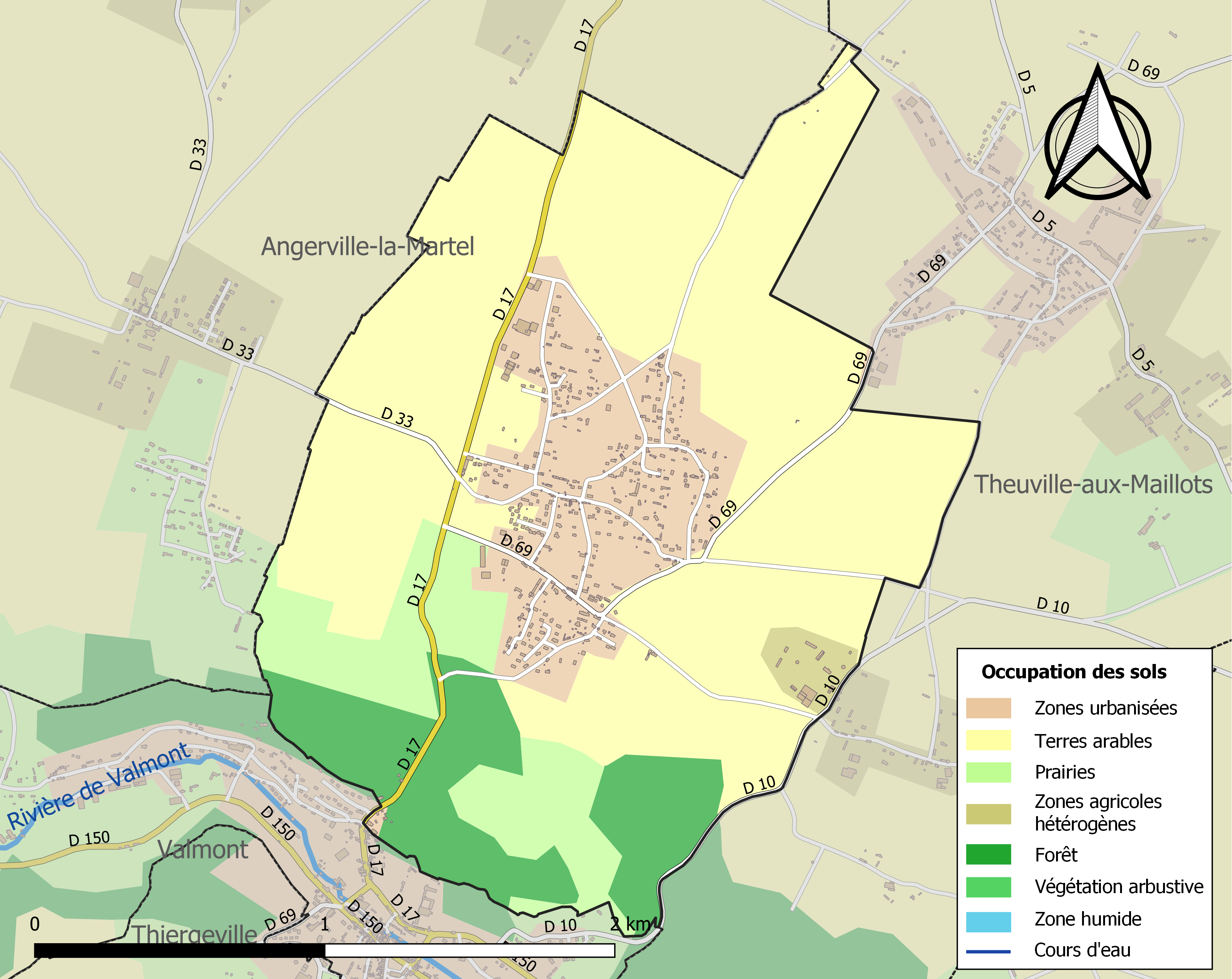
Carte des infrastructures et de l'occupation des sols de la commune en 2018 (CLC).

## Toponymie
Le nom de la localité est attesté au XIIe siècle sous les formes Thourodi villa et Teroudivilla.
Il est à noter que sur les cartes du XVIIIe siècle, la commune se nommait Throudeville en 1715, en 1757 (Cassini), Troudeville en 1788. Le nom de Therouldeville (on prononce Troudeville) semble avoir été adopté après cette période, en 1876.
Le toponyme est issu d'un anthroponyme norrois, Þórvaldr (variante : Þóraldr), c'est-à-dire Thorvald ou Turold (francisé en Théroulde), et de l'ancien français ville dans son sens originel de « domaine rural »[réf. nécessaire].

## Politique et administration
| Période                                  | Période                    | Identité         | Étiquette | Qualité |
| ---------------------------------------- | -------------------------- | ---------------- | --------- | --- |
| Les données manquantes sont à compléter. |                            |                  |           | |
| mars 1989                                | juillet 2017               | Alain Bazille    | LR        | Conseiller général de Valmont (1998 → 2015) Conseiller départemental de Fécamp (2015 → ) Vice-président du conseil départemental de la Seine-Maritime (2015 →) Président de la CC du canton de Valmont (2000 → 2014) Démissionnaire |
| juillet 2017                             | En cours (au 10 août 2020) | Virginie Rivière | LR        | Vice-présidente de la CA Fécamp Caux Littoral Agglomération (2020 → ) Réélue pour le mandat 2020-2026 |

## Enseignement

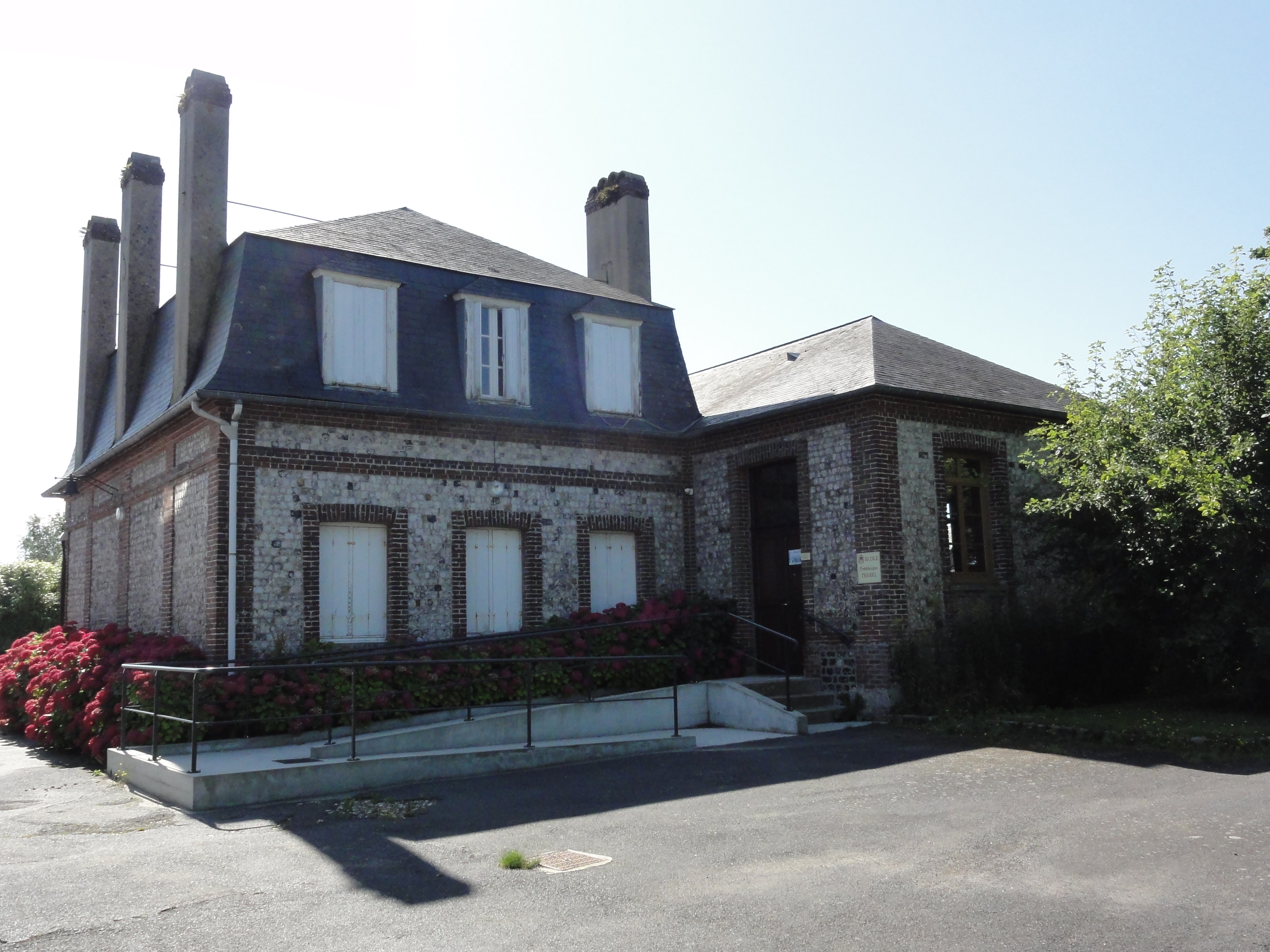
École de Thérouldeville.

## Démographie
L'évolution du nombre d'habitants est connue à travers les recensements de la population effectués dans la commune depuis 1793. Pour les communes de moins de 10 000 habitants, une enquête de recensement portant sur toute la population est réalisée tous les cinq ans, les populations de référence des années intermédiaires étant quant à elles estimées par interpolation ou extrapolation. Pour la commune, le premier recensement exhaustif entrant dans le cadre du nouveau dispositif a été réalisé en 2006.

En 2022, la commune comptait 672 habitants, en évolution de +1,05 % par rapport à 2016 (Seine-Maritime : +0,35 %, France hors Mayotte : +2,11 %).
| 1793 | 1800 | 1806 | 1821 | 1831 | 1836 | 1841 | 1846 | 1851 |
| ---- | ---- | ---- | ---- | ---- | ---- | ---- | ---- | ---- |
| 750  | 804  | 813  | 868  | 775  | 804  | 794  | 816  | 828  |

| 1856 | 1861 | 1866 | 1872 | 1876 | 1881 | 1886 | 1891 | 1896 |
| ---- | ---- | ---- | ---- | ---- | ---- | ---- | ---- | ---- |
| 736  | 773  | 780  | 758  | 724  | 672  | 689  | 669  | 606  |

| 1901 | 1906 | 1911 | 1921 | 1926 | 1931 | 1936 | 1946 | 1954 |
| ---- | ---- | ---- | ---- | ---- | ---- | ---- | ---- | ---- |
| 575  | 511  | 457  | 379  | 382  | 382  | 404  | 402  | 374  |

| 1962 | 1968 | 1975 | 1982 | 1990 | 1999 | 2006 | 2011 | 2016 |
| ---- | ---- | ---- | ---- | ---- | ---- | ---- | ---- | ---- |
| 386  | 360  | 292  | 340  | 423  | 457  | 513  | 602  | 665  |

| 2021 | 2022 | - | - | - | - | - | - | - |
| ---- | ---- | - | - | - | - | - | - | - |
| 669  | 672  | - | - | - | - | - | - | - |

## Culture locale et patrimoine

### Lieux et monuments
- Église Saint-Pierre-et-Saint-Paul.
- Croix du cimetière et tombe militaire de la Commonwealth War Graves Commission.
- Monument aux morts.
- L'abbaye Notre-Dame-du-Pré à Valmont est partiellement sur le territoire de la commune de Thérouldeville.

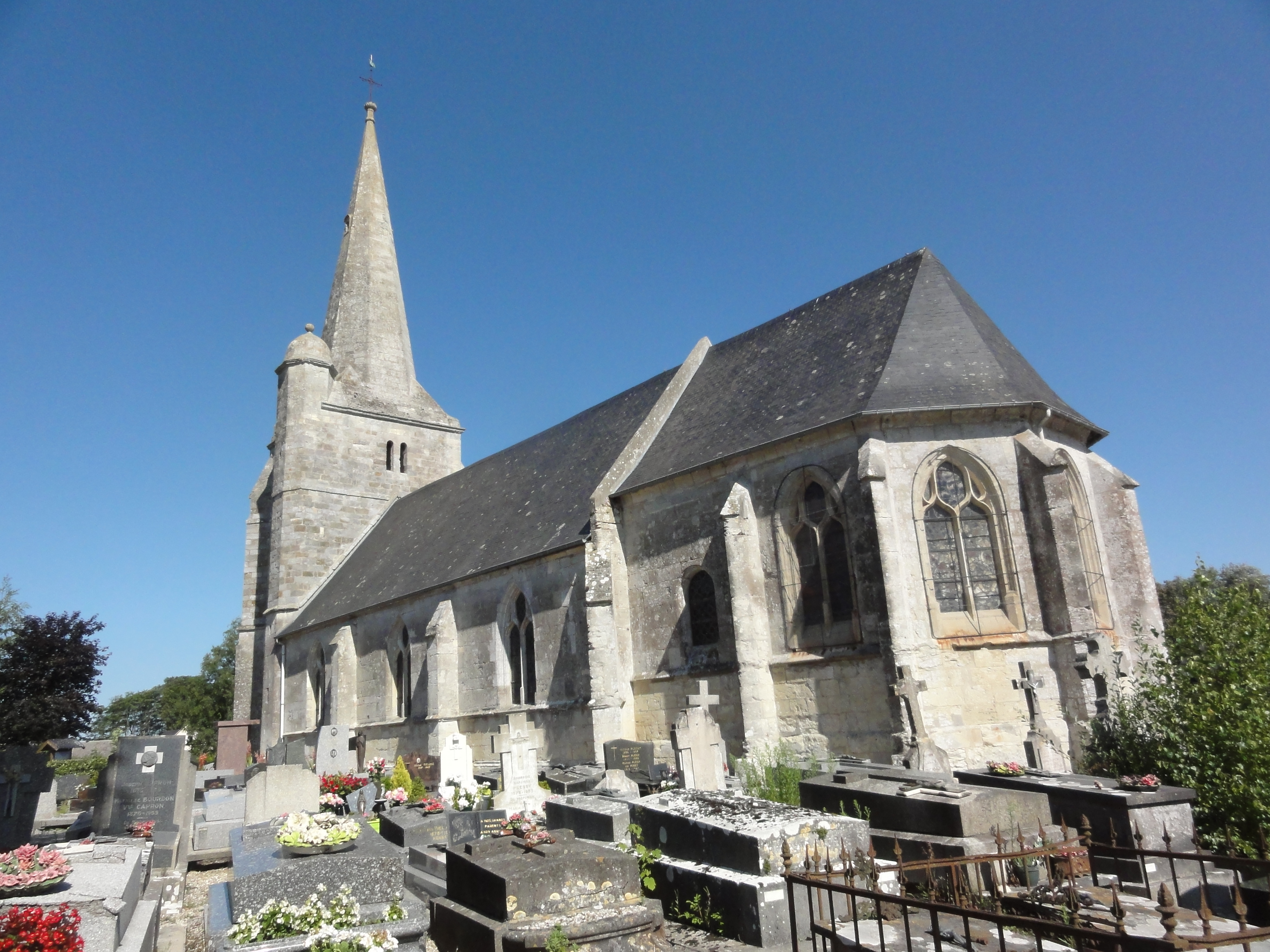
Église Saint-Pierre-et-Saint-Paul.
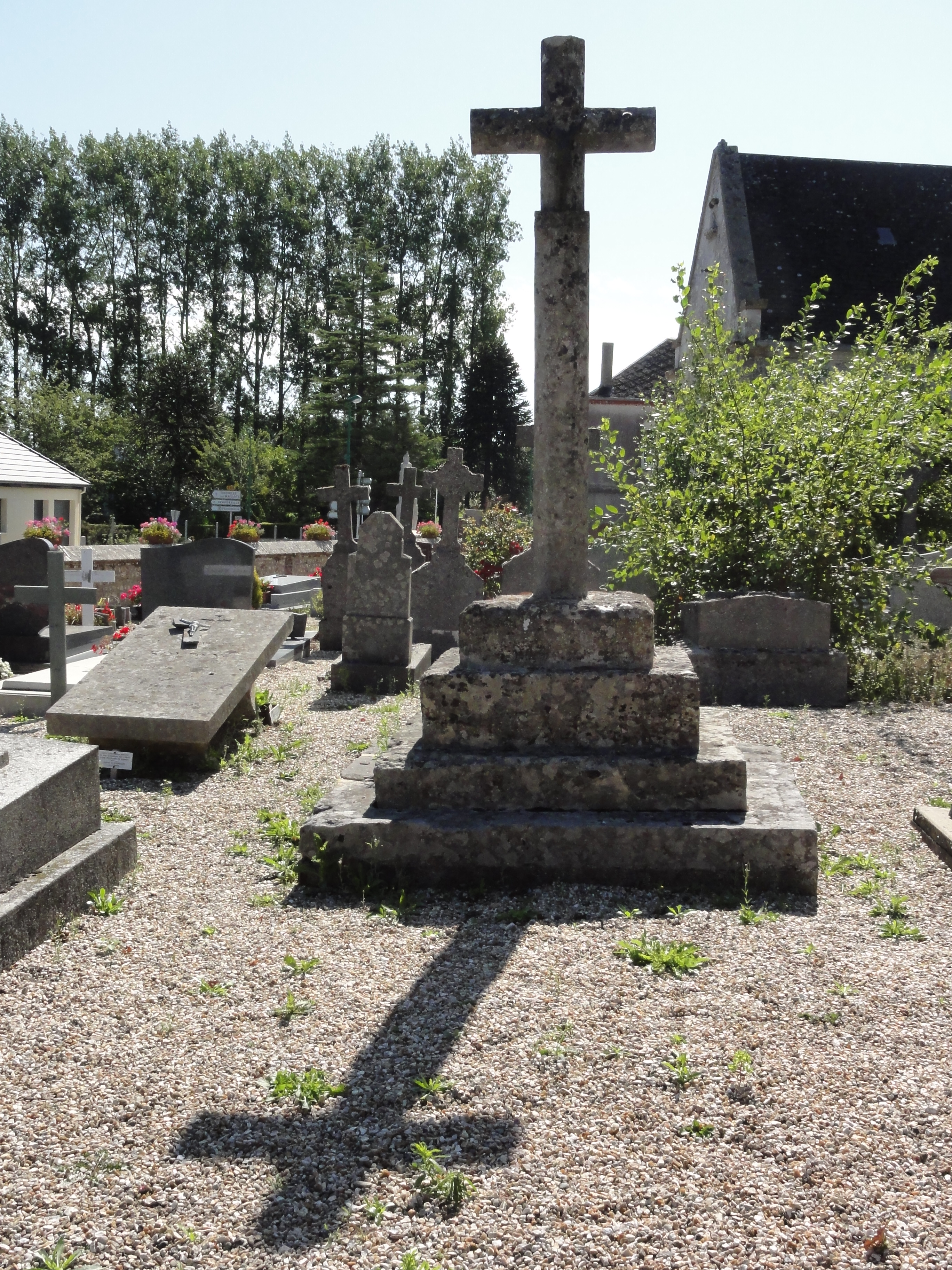
Croix du cimetière.
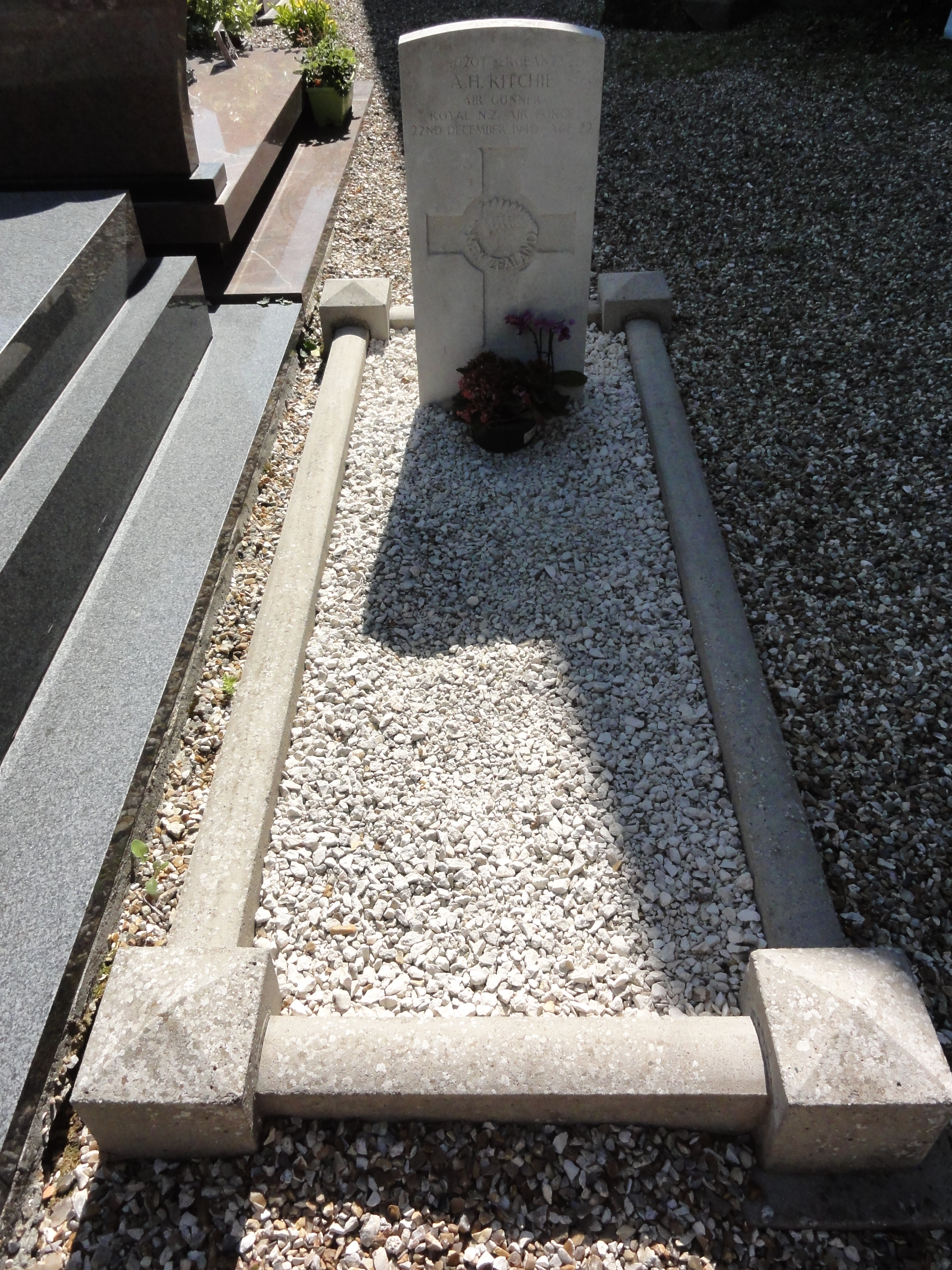
Tombe militaire de la CWGC.
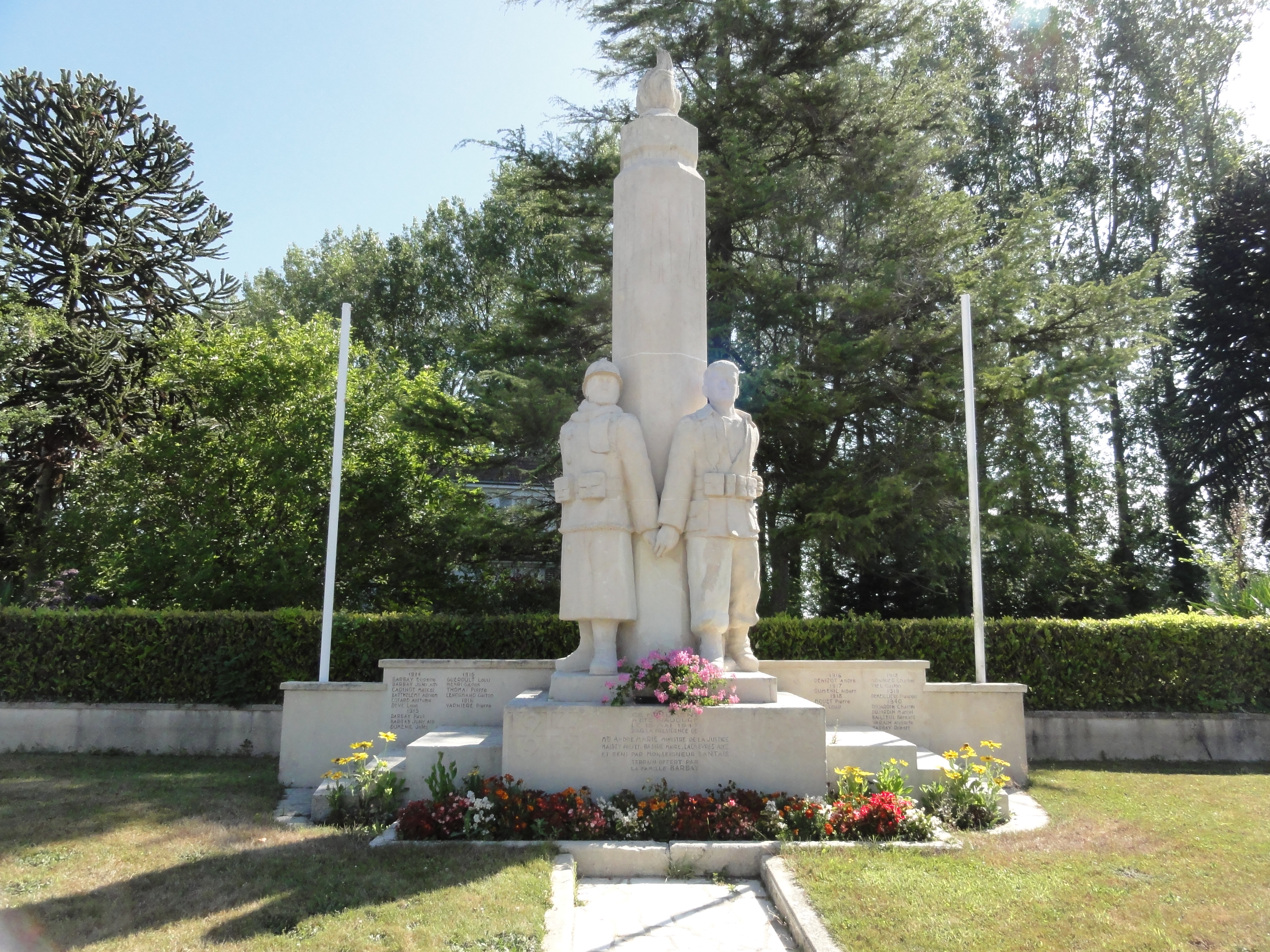
Monument aux morts.
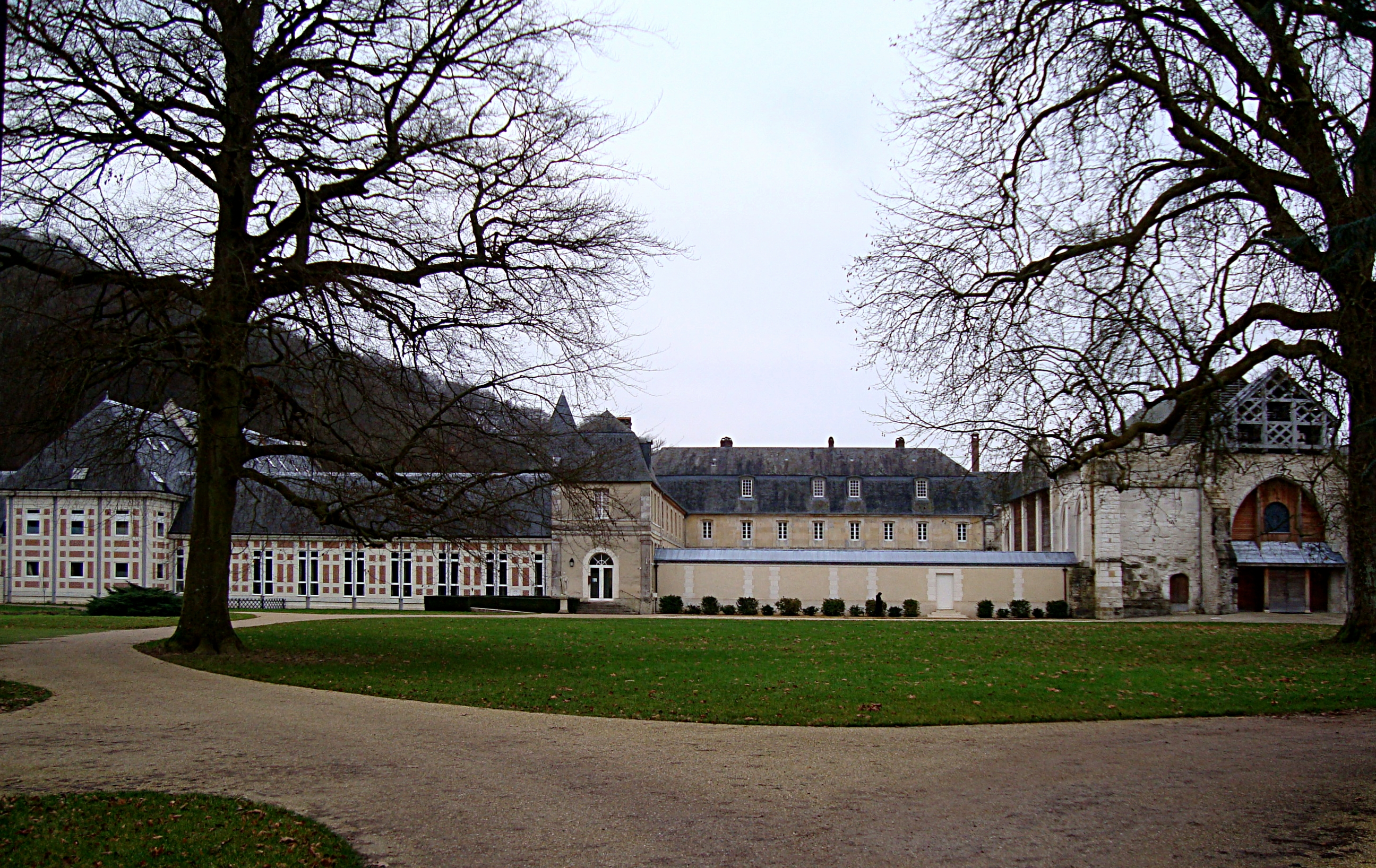
L'abbaye de Valmont.

### Héraldique
| Armes de Thérouldeville | Les armes de la commune de Thérouldeville se blasonnent ainsi : De sinople à l’église du lieu d’argent de profil, le portail à dextre, au chef parti au I burelé d’argent et de gueules chargé d’un lion brochant de sable, couronné d’or et au II de gueules chargé de deux épées aussi d’or passées en sautoir. (adopté en 1998) |

## Pour approfondir